# Kinderjury
De Kinderjury, tot 2020 de Prijs van de Nederlandse Kinderjury geheten, is een literatuurprijs die sinds 1988 jaarlijks door de Stichting Collectieve Propaganda van het Nederlandse Boek wordt toegekend aan de beste in het Nederlands verschenen kinderboeken. Anders dan bijvoorbeeld de Gouden Griffel en aanverwante prijzen voor kinderliteratuur is het een publieksprijs. De winnaars worden niet door een vakjury bepaald, maar door kinderen tussen 6 en 12 jaar die hun stem uitbrengen. Voor de prijs komt zowel oorspronkelijk Nederlandstalig als in het Nederlands vertaald werk in aanmerking, zowel verhaalboeken als prentenboeken, gedichtenbundels, bloemlezingen en informatieve boeken.  

## Geschiedenis
De Nederlandse Kinderjury van het betreffende jaar beslist welke boeken uit het voorgaande jaar de beste zijn. De genomineerde boeken zijn te herkennen aan het Kinderjurylogo in het boek.  
Kinderen tussen 6 en 12 jaar konden aanvankelijk hun stem uitbrengen door een formulier in te vullen bij de boekwinkel, bibliotheek of school en via het internet. Om kinderen te helpen kiezen was er ook ieder jaar een Tiplijst van 25 boeken per leeftijdscategorie (6 t/m 9 jaar en 10 t/m 12 jaar), samengesteld door een onafhankelijk comité. 
Tot 1997 werd ook een prijs toegekend in de leeftijdscategorie 13 tot en met 16 jaar, een bekroning die in 1998 werd herdoopt tot Prijs van de Jonge Jury. Stichting Lezen en Passionate Bulkboek hebben de organisatie van deze jongerenprijs overgenomen. 

### Senaat
Doel van de Prijs van de Nederlandse Kinderjury is vanouds om kinderen kennis te laten nemen van nieuwe boeken en ze tot kritisch lezen aan te zetten. Daar hoort een streven naar brede deelname bij, maar het gevaar bestaat dat de stemming afglijdt naar een snelle populariteitspoll. Vandaar dat in 2006 CPNB besloot om de inhoudelijke verankering van de Kinderjury te verstevigen. Dat gebeurde met de instelling van een Senaat van De Nederlandse Kinderjury. Deze werd samengesteld uit twaalf kinderen die gestemd hebben, uit elke provincie één. Zes kinderen in de leeftijd van 6 tot in 9 en zes kinderen in de leeftijd van 10 tot 12 jaar. Zij lezen de vijf nominaties die de stemming in hun leeftijdsgroep heeft opgeleverd, komen in vergadering bijeen om met elkaar te overleggen, schrijven over alle gelezen boeken een juryrapport en maken de uitslag bekend. Bij de start van de Kinderjury werd de Senaat officieel geïnstalleerd.
In 2002 werd in verband met het 15-jarig bestaan van de prijs eenmalig het beste kinderboek aller tijden gekozen. In de top vijf die hieruit voortkwam, zaten vier boeken uit de serie Harry Potter van J.K. Rowling.
In 2007 werd de stemronde van de Nederlandse Kinderjury, vanwege het twintigjarig jubileum, officieel geopend door Prinses Laurentien.

### Pluim van de Kinderjury
In 2011 volgde voor het eerst de Pluim, een prijs die werd uitgereikt door de Senaatsleden. De eerste Pluim werd gewonnen door Tosca Menten voor haar boek Dummie de Mummie en de tombe van Achnetoet. In 2013 werd voor het eerst zowel de Prijs van de Nederlandse Kinderjury als de Pluim uitgereikt aan dezelfde schrijver. Deze werden gewonnen door Manon Sikkel voor haar boek Voor wie doe jij een moord? Door IzzyLove.  
In 2024 werd de Pluim van de Kinderjury uitgereikt aan Linda Dielemans voor Koningsspel, met tekeningen van Sanne te Loo. De bekendmaking vond plaats tijdens de uitreiking van de Thea Beckmanprijs.

### Naamsverandering
In 2019 veranderde de naam in Senaatsprijs van De Nederlandse Kinderjury. In 2020 werd de naam van de prijs verkort tot Kinderjury. De Senaat kreeg ook een andere naam, namelijk het Kinderboekenweek Leesteam, en werd vanaf dat moment gekoppeld aan de Kinderboekenweek. 
In 2024 werden 40.000 stemmen uitgebracht. De auteurs Thomas van Grinsven & Rutger Vink en Kevin Hassing wonnen voor de derde keer op rij de prijs.

## Nieuwe opzet per 2025
In 2025 werd de opzet van de Kinderjury vernieuwd, omdat de stichting CPNB vond dat de campagne te weinig impact had in de boekhandel en het aantal deelnemende scholen afnam.
In de nieuwe opzet nomineren zes schoolklassen, geselecteerd over het hele land, twee keer zes boeken uit de bestverkochte titels van 2024 (januari t/m november 2024). Deze twaalf boeken, verdeeld over de leeftijdscategorieën: 7 t/m 9 jaar en 10 t/m 12 jaar, maken kans om de Kinderjury te winnen. Alle kinderen van Nederland kunnen via de website van de Kinderjury hun stem uitbrengen op een van de genomineerde boeken. In beide categorieën wordt de prijs uitgereikt aan het boek met de meeste stemmen.
De CPNB verwacht van deze nieuwe opzet onder meer dat scholen makkelijker de genomineerde boeken zullen aanschaffen, nu het gaat om twee keer zes in plaats van 25 boeken.

## Overzicht winnaars
| jaar | doelgroep  | auteur(s)                                                               | boek                                                 | bron   |
| ---- | ---------- | ----------------------------------------------------------------------- | ---------------------------------------------------- | ------ |
| 1988 | 6-9 jaar   | Jacques Vriens                                                          | Tommie en Lotje lopen weg                            |        |
| 1988 | 10-12 jaar | Anders Bodelsen                                                         | Een hele schep geld                                  |        |
| 1988 | 13-16 jaar | Evert Hartman                                                           | Morgen ben ik beter                                  |        |
| 1989 | 6-9 jaar   | Thea Beckman                                                            | Een bos vol spoken                                   |        |
| 1989 | 10-12 jaar | Roald Dahl                                                              | Matilda                                              |        |
| 1989 | 13-16 jaar | Roald Dahl                                                              | Matilda                                              |        |
| 1990 | 6-9 jaar   | Rindert Kromhout                                                        | Hens up                                              |        |
| 1990 | 10-12 jaar | Mieke van Hooft                                                         | De tasjesdief                                        |        |
| 1990 | 13-16 jaar | Jan Terlouw                                                             | De kunstrijder                                       |        |
| 1991 | 6-9 jaar   | Roald Dahl                                                              | Ieorg Idur                                           |        |
| 1991 | 10-12 jaar | Anke de Vries                                                           | Kladwerk                                             |        |
| 1991 | 13-16 jaar | Thea Beckman                                                            | Het geheim van Rotterdam                             |        |
| 1991 | 11-14 jaar | Marc de Bel                                                             | Blauwe snoepjes                                      |        |
| 1992 | 6-9 jaar   | Elfie Donnelly                                                          | Een pakje voor mevrouw Larietand                     |        |
| 1992 | 10-12 jaar | Carry Slee                                                              | Verdriet met mayonaise                               |        |
| 1992 | 13-16 jaar | Evert Hartman                                                           | Niemand houdt mij tegen                              |        |
| 1993 | 6-9 jaar   | Roald Dahl                                                              | De minpins                                           |        |
| 1993 | 10-12 jaar | Anke de Vries                                                           | Blauwe plekken                                       |        |
| 1993 | 13-16 jaar | Anke de Vries                                                           | Blauwe plekken                                       |        |
| 1994 | 6-9 jaar   | Rindert Kromhout                                                        | Erge Ellie en nare Nellie                            |        |
| 1994 | 10-12 jaar | Carry Slee                                                              | Confetti conflict                                    |        |
| 1994 | 13-16 jaar | Evert Hartman                                                           | De voorspelling                                      |        |
| 1995 | 6-9 jaar   | Carry Slee                                                              | Ridder Schijtebroek                                  |        |
| 1995 | 10-12 jaar | Jacques Vriens                                                          | En de groeten van groep acht                         |        |
| 1995 | 13-16 jaar | Evert Hartman                                                           | De vloek van Polyfemos                               |        |
| 1996 | 6-9 jaar   | Paul van Loon                                                           | Meester Kikker                                       |        |
| 1996 | 10-12 jaar | Paul van Loon                                                           | Nooit de buren bijten                                |        |
| 1996 | 13-16 jaar | Ellen Tijsinger                                                         | Morgenster                                           |        |
| 1997 | 6-9 jaar   | Jacques Vriens                                                          | Meester Jaap                                         |        |
| 1997 | 10-12 jaar | Paul van Loon                                                           | De griezelbus 3                                      |        |
| 1997 | 13-16 jaar | Carry Slee                                                              | Spijt!                                               |        |
| 1998 | 6-9 jaar   | Paul van Loon                                                           | Dolfje Weerwolfje                                    |        |
| 1998 | 10-12 jaar | Carry Slee                                                              | Pijnstillers                                         |        |
| 1999 | 6-9 jaar   | Carry Slee                                                              | Meester Paardenpoep                                  |        |
| 1999 | 10-12 jaar | Carry Slee                                                              | Afblijven                                            |        |
| 2000 | 6-9 jaar   | Paul van Loon                                                           | Volle maan                                           |        |
| 2000 | 10-12 jaar | Jacques Vriens                                                          | Achtste-groepers huilen niet                         |        |
| 2001 | 6-9 jaar   | Carry Slee                                                              | Hokus pokus... plas!                                 |        |
| 2001 | 10-12 jaar | Carry Slee                                                              | Razend                                               |        |
| 2002 | 6-9 jaar   | J.K. Rowling                                                            | Harry Potter en de steen der wijzen                  |        |
| 2002 | 10-12 jaar | J.K. Rowling                                                            | Harry Potter en de steen der wijzen                  |        |
| 2003 | 6-9 jaar   | Jacques Vriens                                                          | Meester Jaap maakt er een puinhoop van               |        |
| 2003 | 10-12 jaar | Francine Oomen                                                          | Hoe overleef ik mezelf?                              |        |
| 2004 | 6-9 jaar   | Paul van Loon                                                           | Weerwolvenbos                                        |        |
| 2004 | 10-12 jaar | Francine Oomen                                                          | Hoe overleef ik een gebroken hart?                   |        |
| 2005 | 6-9 jaar   | Annie M.G. Schmidt                                                      | Pluk redt de dieren                                  |        |
| 2005 | 10-12 jaar | Francine Oomen                                                          | Hoe overleef ik met/zonder jou?                      |        |
| 2006 | 6-9 jaar   | Paul van Loon                                                           | Boze Drieling                                        |        |
| 2006 | 10-12 jaar | Francine Oomen                                                          | Hoe overleef ik mijn ouders? (en zij mij!)           |        |
| 2007 | 6-9 jaar   | Paul van Loon                                                           | Weerwolvenfeest                                      |        |
| 2007 | 10-12 jaar | Francine Oomen                                                          | Hoe overleef ik (zonder) liefde?                     |        |
| 2008 | 6-9 jaar   | Paul van Loon                                                           | Weerwolfgeheimen                                     |        |
| 2008 | 10-12 jaar | Francine Oomen                                                          | Hoe overleef ik met/zonder vrienden?                 |        |
| 2009 | 6-9 jaar   | Paul van Loon                                                           | Dolfje Sneeuwwolfje                                  |        |
| 2009 | 10-12 jaar | Francine Oomen                                                          | Hoe overleef ik mijn vriendje? (en hij mij!)         |        |
| 2010 | 6-9 jaar   | Geronimo Stilton                                                        | Fantasia IV 'Het Drakenei'                           |        |
| 2010 | 10-12 jaar | Francine Oomen                                                          | Hoe overleef ik (zonder) dromen?                     |        |
| 2011 | 6-9 jaar   | Geronimo Stilton                                                        | Fantasia V                                           |        |
| 2011 | 10-12 jaar | Francine Oomen                                                          | Hoe overleef ik mijn vader? (En hij mij!)            |        |
| 2012 | 6-9 jaar   | Geronimo Stilton                                                        | Fantasia VI                                          |        |
| 2012 | 10-12 jaar | Manon Sikkel                                                            | Hoe word je een koppelaar? Door IzzyLove             |        |
| 2013 | 6-9 jaar   | Geronimo Stilton                                                        | Fantasia VII                                         |        |
| 2013 | 10-12 jaar | Manon Sikkel                                                            | Voor wie doe jij een moord? Door IzzyLove            |        |
| 2014 | 6-9 jaar   | Manon Sikkel                                                            | Elvis Watt miljonair                                 |        |
| 2014 | 10-12 jaar | Niki Smit                                                               | 100% Coco                                            |        |
| 2015 | 6-9 jaar   | Geronimo Stilton                                                        | Fantasia IX: De fenomenale reis                      |        |
| 2015 | 10-12 jaar | Jeff Kinney                                                             | Het leven van een loser, gedumpt                     |        |
| 2016 | 10-12 jaar | Jozua Douglas                                                           | De gruwelijke generaal                               |        |
| 2016 | 10-12 jaar | Tosca Menten                                                            | Dummie de Mummie en de drums van Massoeba            |        |
| 2017 | 6-9 jaar   | Andy Griffiths en Terry Denton, vertaald door Edward van de Vendel      | De waanzinnige boomhut van 65 verdiepingen           |        |
| 2017 | 10-12 jaar | Rachel Renée Russell                                                    | Dagboek van een muts 10 – Puppy Love                 |        |
| 2018 | 6-9 jaar   | Andy Griffiths en Terry Denton, vertaald door Edward van de Vendel      | De waanzinnige boomhut van 78 verdiepingen           |        |
| 2018 | 10-12 jaar | Jeff Kinney, vertaald door Hanneke Majoor                               | Het leven van een loser 11 - Drie keer niks          |        |
| 2019 | 6-9 jaar   | Jochem Myjer en Rick de Haas                                            | De Gorgels en het geheim van de gletsjer             |        |
| 2019 | 10-12 jaar | Tosca Menten                                                            | Dummie de mummie en de schat van Sohorro             |        |
| 2019 | 6-9 jaar   | Carry Slee en Iris Boter                                                | Juf Braaksel en de magische ring                     |        |
| 2019 | 10-12 jaar | Linda Dielemans                                                         | Schaduw van de leeuw                                 |        |
| 2020 | 6-9 jaar   | Andy Griffiths en Terry Denton in de vertaling van Edward van de Vendel | De waanzinnige boomhut van 104 verdiepingen          |        |
| 2020 | 10-12 jaar | Jeff Kinney in de vertaling van Hanneke Majoor                          | Vet koel – Het leven van een Loser 13                |        |
| 2021 | 6-9 jaar   | Hanneke de Zoete                                                        | De Zoete Zusjes zoeken een schat                     | [ 9 ]  |
| 2021 | 10-12 jaar | Jeff Kinney in de vertaling van Hanneke Majoor                          | Totaal gesloopt - Het leven van een Loser 14         |        |
| 2022 | 6-9 jaar   | Thomas van Grinsven en Rutger Vink                                      | De magische halsband                                 |        |
| 2022 | 10-12 jaar | Kevin Hassing                                                           | Mus & kapitein Kwaadbaard en de koers naar de Kraken |        |
| 2023 | 6-9 jaar   | Thomas van Grinsven en Rutger Vink                                      | De tijdmachine                                       |        |
| 2023 | 10-12 jaar | Kevin Hassing                                                           | Mus & Kapitein Kwaadbaard en de amorfe               |        |
| 2024 | 6-9 jaar   | Thomas van Grinsven en Rutger Vink                                      | Het pretpark                                         | [ 10 ] |
| 2024 | 10-12 jaar | Kevin Hassing                                                           | Mus & Kapitein Kwaadbaard en de wraak van de furie   | [ 10 ] |
| 2025 | 6-9 jaar   | Thomas van Grinsven en Rutger Vink                                      | De Safari                                            |        |
| 2025 | 10-12 jaar | Paul van Loon                                                           | Danse Macabre                                        |        |

## Pluim
| jaar | auteur               | boek                                          |
| ---- | -------------------- | --------------------------------------------- |
| 2011 | Edward van de Vendel | Sofie en de pinguïns                          |
| 2011 | Tosca Menten         | Dummie de mummie en de tombe van Achnetoet    |
| 2012 | Janneke Schotveld    | Superjuffie                                   |
| 2012 | Paul van Loon        | Raveleijn                                     |
| 2013 | Tosca Menten         | De wraak van Lorre                            |
| 2013 | Manon Sikkel         | Voor wie doe jij een moord? Door IzzyLove     |
| 2014 | Tosca Menten         | Dummie de mummie en de dans van de cobra      |
| 2014 | Maren Stoffels       | Stapelverliefd                                |
| 2015 | Janneke Schotveld    | Superjuffie in de soep                        |
| 2015 | Niki Smit            | 100% Coco Paris                               |
| 2016 | Jozua Douglas        | De gruwelijke generaal                        |
| 2016 | Janneke Schotveld    | Botje                                         |
| 2017 | Jozua Douglas        | De ongelooflijke Ravi Ravioli                 |
| 2017 | Marte Jongbloed      | De (niet zo) rampzalige avonturen van Herre   |
| 2018 | Marte Jongbloed      | De (nogal) ijzingwekkende avonturen van Herre |
| 2018 | Manon Sikkel         | Expeditie Vriendschap, door IzzyLove          |
|      | Senaatsprijs         |                                               |
| 2019 | Carry Slee           | Juf Braaksel en de magische ring (6-9 jaar)   |
| 2019 | Linda Dielemans      | Schaduw van de leeuw (10-12 jaar)             |